# Chornice
Obec Chornice (množné číslo, dříve též Kornice, německy Kornitz) se nachází v okrese Svitavy v Pardubickém kraji, poblíž trojmezí s Olomouckým a Jihomoravským krajem (okresy Prostějov a Blansko). Žije zde 861 obyvatel. Obcí protéká říčka Jevíčka.

## Název
Výchozí podoba jména Chorynici byla odvozena od osobního jména Choryňa a znamenala "Choryňovi lidé". Nejstarší písemné doklady zaznamenávají německou podobu jména (Kornicz), která se vyvinula z české (v 19. století se krátce vlivem němčiny používalo Kornice). Česky je jméno doloženo poprvé v roce 1417 jako Chorynice (v jednotném čísle), o rok později se synkopou samohlásky ve druhé slabice. Od 16. století bylo jméno vždy v množném čísle.

## Historie
Chornice vznikly v době německé kolonizace ve 13. století, první písemná zmínka pochází z roku 1258. Okolní oblast však byla osídlena mnohem dříve, o čemž svědčí nálezy z neolitu (3000 př. n. l.), z doby bronzové (900 př. n. l.) a kultury lužické z doby kultury popelnicových polí (700 př. n. l.).
Po roce 1323 náležela ves pánům z Lipé a po dělení majetku roku 1346 ji drželi společně Jindřich, Čeněk a Pertolt z Lipé. Roku 1402 přidělil markrabě Jošt ves Chornice Heraltovi z Kunštátu, jehož nástupce Boček zapsal roku 1418 větší část Chornic a polovinu Derflíku (dnešní Víska u Jevíčka) Janu z Boskovic. Dalším vlastníkem obce byl Beneš z Boskovic, který roku 1502 svůj majetek převedl na Ladislava z Boskovic a na Třebové.
V následujících letech nejsou o osudu Chornic žádné písemné zprávy, s výjimkou roku 1546, kdy je jako chornický farář uváděn luteránský kněz Jan Sopouch. Roku 1802 byla v obci zřízena zákupní rychta.

## Obecní správa
Od 1. ledna 1976 do 31. srpna 1990 k obci patřily Březinky a Vrážné.

## Doprava
Na severním okraji obce je železniční stanice Chornice, kudy prochází trať 017 z Moravské Třebové do Dzbelu a Velkých Opatovic. V roce 2011 byl na všech úsecích v okolí Chornic zastaven provoz osobní železniční dopravy. V prosinci 2014 byla osobní doprava opět obnovena, a to v úseku mezi Dzbelem, Chornicemi a Moravskou Třebovovou. Na trati do Velkých Opatovic byla doprava obnovena s novým jízdní řádem na rok 2017.

## Pamětihodnosti
- Kostel svatého Vavřince
- Krucifix

## Galerie

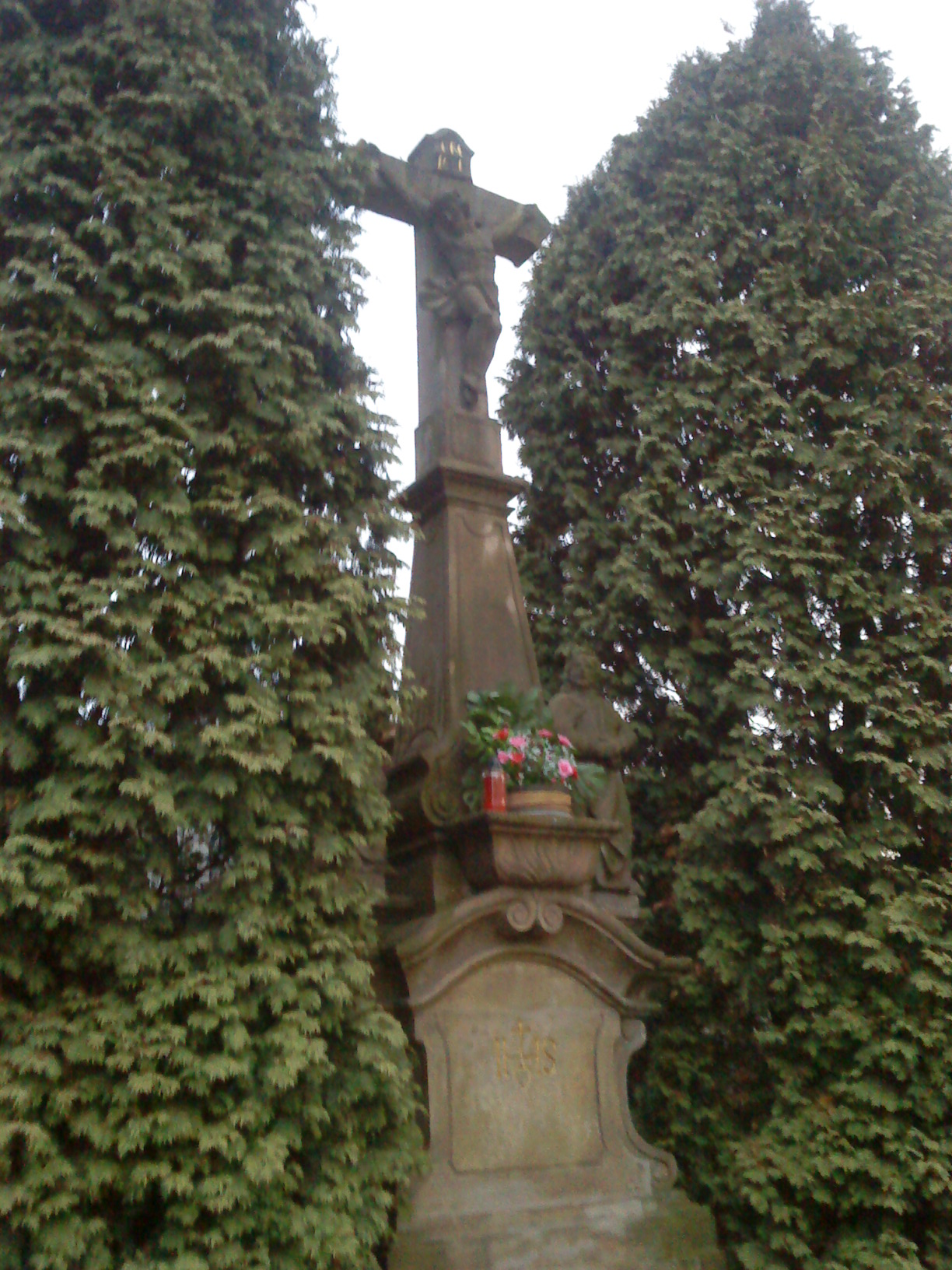
Sousoší Kalvárie
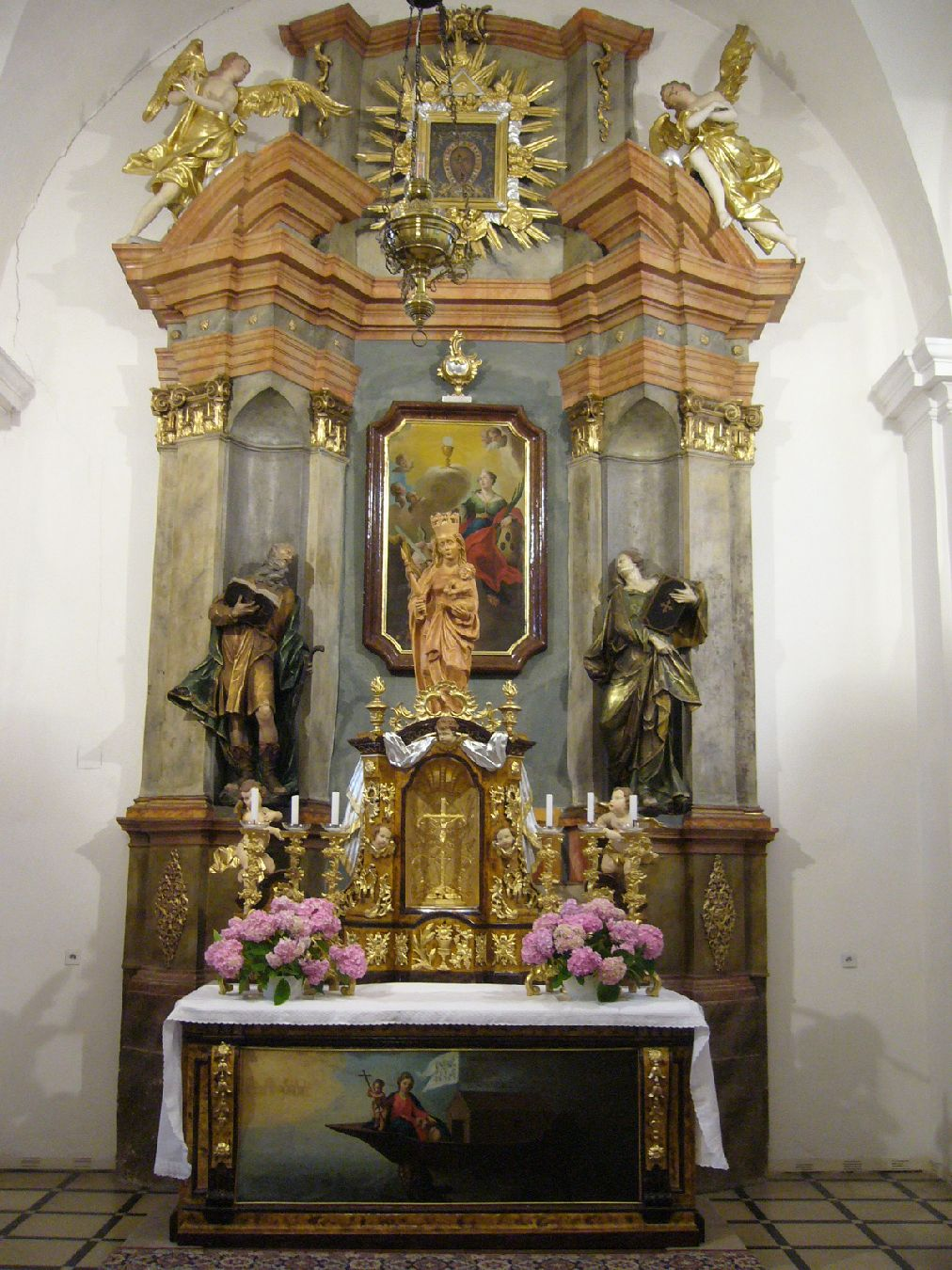
Interiér kostela sv. Vavřince - boční oltář
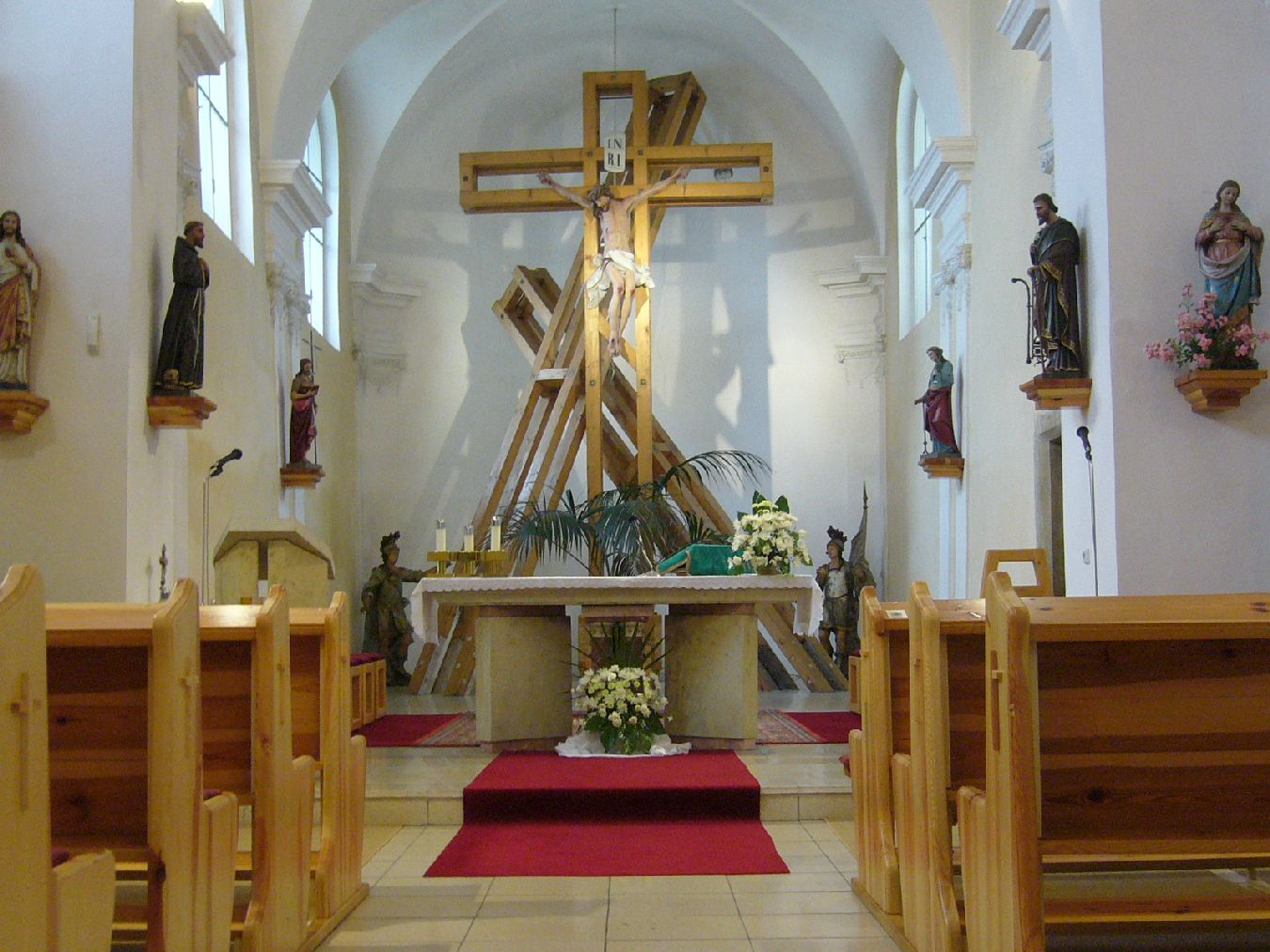
Interiér kostela sv. Vavřince - presbytář